# 2015 en chimie
Cet article présente les faits marquants de l'année 2015 en chimie.

## Évènements
- Joan J. Guinovart devient président de l'Union internationale de biochimie jusqu'en 2018[1].
- 47ème Olympiades Internationales de Chimie, organisées à Bakou en Azerbaïdjan du 20 juillet au 29 juillet[2].

## Prix
- Prix Nobel de chimie : Tomas Lindahl, Paul L. Modrich et Aziz Sancar pour leurs études mécanistiques de la réparation de l'ADN[3],[4].
- Prix Procter & Gamble : Paul S. Weiss[5]
- Prix Anselme-Payen : Akira Isogai[6]
- Médaille Garvan-Olin : Angela K. Wilson[7]
- Prix Ernest-Guenther : Thomas R. Hoye[8]
- ACS Award in Pure Chemistry : Adam E. Cohen[9]
- Arthur C. Cope Award : Paul Wender[10]
- Prix Irving-Langmuir : Jens K. Norskov[11]
- Médaille Priestley : Jacqueline Barton[12],[13],[14]
- Médaille Davy : Gideon Davies Pour ses travaux visant à déterminer la chimie des réactions de transformation des glucides par catalyse enzymatique[15],[16].
- Grand prix Émile-Jungfleisch : Pierre-Jean Corringer[17]
- Prix Alfred-Bader : Michael A. Kerr[18]
- Grand prix Félix-Trombe : Blanchard Nitoumbi[19]
- Médaille Kołos : Frédéric Merkt[20]

- Grand prix Pierre-Süe : Daniel Lincot[21]
- Grand prix Achille-Le-Bel : Serge Cosnier[22]
- Claude S. Hudson Award in Carbohydrate Chemistry : Geert-Jan Boons[23]
- Médaille Lavoisier de la Société chimique de France : Jacques Livage[24],[25]
- Médaille William-H.-Nichols : Gábor A. Somorjai[26]

## Décès
- 2 juin[27] : Irwin Rose (né en 1926), biochimiste américain.

- 5 novembre[28] : Pierre Gy (né en 1924), chimiste et statisticien français.